# Aporodesmus ivindonus
Aporodesmus ivindonus är en mångfotingart som beskrevs av Jean-Paul Mauriès 1967. Aporodesmus ivindonus ingår i släktet Aporodesmus och familjen Cryptodesmidae. Inga underarter finns listade i Catalogue of Life.